# Привидения в къщата
„Привидения в къщата“ (на английски: Haunted Mansion) е американска свръхестествена комедия на ужасите от 2023 г. на режисьора Джъстин Симиен, сценарият е на Кейт Диполд и участват Лакит Стейнфийлд, Тифани Хадиш, Оуен Уилсън, Дани Де Вито, Росарио Доусън Джейми Лий Къртис и Джаред Лето. Продуциран от Уолт Дисни Пикчърс, филмът е втората пълнометражна филмова адаптация на едноименната атракция на Уолт Дисни, след филма от 2003 г.
Премиерата на „Привидения в къщата“ се състои в Дисниленд на 15 юли 2023 г., и излиза по кината в Съединените щати на 28 юли 2023 г.

## Актьорски състав
- Лакит Стейнфийлд[4] – Бен Матиас, паранормален пътеводител
- Тифани Хадиш[4] – Хариет, екстрасенс
- Оуен Уилсън[4] – Кент, свещеник
- Дани Де Вито[4] – Брус, професор по история
- Росарио Доусън[4] – Габи, самотна майка
- Чейз Дилън – Травис, синът на Габи[5]
- Джейми Лий Къртис – Мадам Леота[4]
- Джаред Лето – Призракът на Алистър Кръмп (глас)[6]
- Уинона Райдър[7] – Пат, пътеводителка в Ню Орлиънс.
- Хасан Минхадж[4] – художник на скици
- Дан Леви[7] – Вик
- Чарити Джордан – Алиса, покойната съпруга на Бен

## Продукция

### Разработка
През юли 2010 г. е обявено, че преиздадената адаптация, базирана на „Привидения в замъка“ е в разработка от Уолт Дисни Пикчърс, докато Гийермо дел Торо е сценарист и продуцент на филма. Филмът остана в разработка, докато Райън Гослинг е в преговори да участва през април 2015 г., докато Д. В. ДеВичентис е нает да пренапише сценария. През септември 2016 г. Бригам Тейлър е нает като допълнителен продуцент.
През август 2020 г. е обявено, че Кейти Диполд се подписа, за да напише нов сценарий за филма, след като е решено, че сценария на Дел Торо е толкова страшен за семейната публика. Дан Лин и Джонатан Ейрих са наети като продуценти. Проектът ще бъде съвместно производство между Уолт Дисни Пикчърс и Райдбак. През април 2021 г. Джъстин Симиен е в преговори да режисира филма, и е официално потвърден като режисьор през юли 2021 г.

### Кастинг
Тифани Хадиш, Лакит Стейнфийлд, Оуен Уилсън, Росарио Доусън и Дани Де Вито са добавени в актьорския състав, за да участват във филма.

### Снимачен процес
Снимките на филма започват в средата на октомври 2021 г. до края на февруари 2022 г. в Ню Орлиънс и Атланта, Джорджия.

### Музика
Крис Бауърс е обявен да композира музиката на 10 април 2022 г.

## Пускане
Премиерата на филма се състои в Дисниленд на 15 юли 2023 г., и излиза по кината на 28 юли 2023 г. Предишно е насрочен да излезе на 10 март 2023 г., след това на 11 август.

## В България
В България филмът е пуснат по кината на същата дата с дублирана и субтитрирана версия от „Форум Филм България“.

### Синхронен дублаж
| Роля          | Изпълнител |
| ------------- | --- |
| Бен           | Петър Бонев |
| Габи          | Мими Йорданова |
| Кент          | Георги Стоянов |
| Хариет        | Михаела Тюлева |
| Брус          | Георги Спасов |
| Мадам Лиота   | Даринка Митова |
| Травис        | Венцислав Славчев |
| Алистър Кръмп | Мариан Маринов |
| Пат           | Елена Грозданова |
| Алиса         | Дайяна Димитрова |
| Уилям Грейси  | Стефан Иванов |
| Вик           | Росен Русев |
| Барман        | Явор Караиванов |
| Други гласове | Андрей Манов Здравко Димитров Константин Лунгов Латина Беровска Любомир Генчев Надежда Панайотова Надя Полякова Николай Бакърджиев Николай Върбанов Петър Каменов Цветослава Симеонова |

| Обработка                       | Александра Аудио                           |
| ------------------------------- | ------------------------------------------ |
| Режисьор на дублажа             | Мариета Петрова                            |
| Преводач                        | Милена Кекеманова                          |
| Тонрежисьори на записа          | Петър Костов Мартин Станев Ралица Христова |
| Творчески директори             | Венета Янкова Доминика Котарба             |
| Микс студио                     | Shepperton International                   |
| Продуцент на българската версия | Disney Character Voices International      |